# Poděbradská rovina
Poděbradská rovina je geomorfologický okrsek ve východní části Nymburské kotliny, ležící v okresech Nymburk a Kolín.

## Poloha a sídla

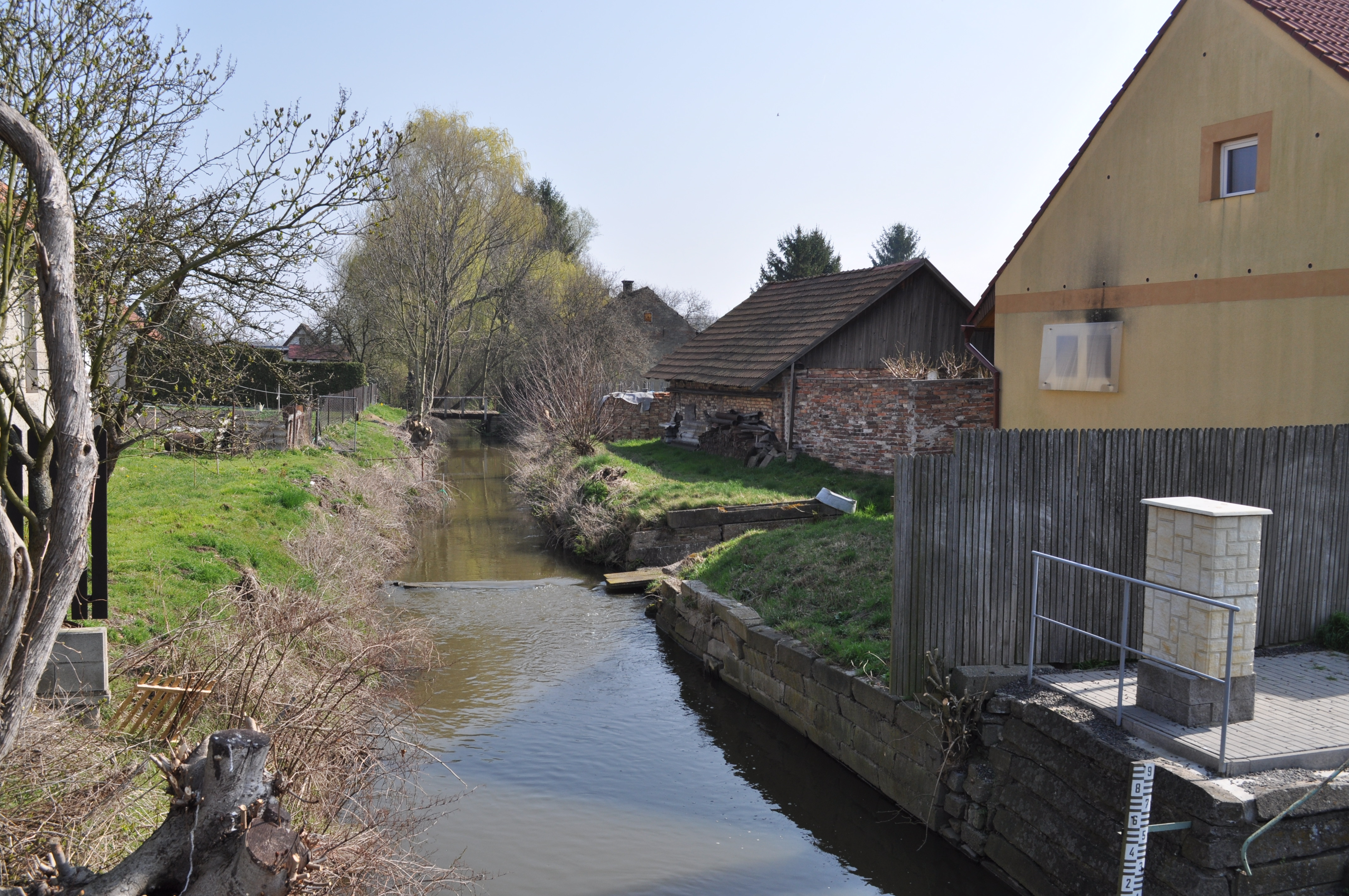
Sánský kanál v Opolánkách

Území okrsku se nachází mezi okresními městy Nymburk (na severozápadě) a Kolín (na jihu), která do okrsku částečně zasahují. Za severní hranicí leží obec Senice a za východní obec Dobšice. Z větších sídel leží uvnitř okrsku obce Velký Osek a Libice nad Cidlinou.

## Geomorfologické členění
Okrsek Poděbradská rovina (dle značení Jaromíra Demka VIB–3A–3) náleží do celku Středolabská tabule a podcelku Nymburská kotlina.
Podrobnější členění Balatky a Kalvody, které člení až na úroveň podokrsků a částí, okrsek Poděbradská rovina nezná. Uvádí pouze 3 jiné okrsky Nymburské kotliny (Sadská rovina, Milovická tabule a Ovčárská pahorkatina).
Tabule sousedí s dalšími okrsky Středolabské tabule: Středolabská niva na západě, Milovická tabule na severu, Ovčárská pahorkatina na východě, Kolínská tabule a Labsko-klejnárská niva na jihu.

## Významné vrcholy
Nejvýznamnější vrchol je Chotule (206 m).